# Stephanie McMahon
Stephanie Marie Levesque, née Stephanie Marie McMahon le 24 septembre 1976 à Hartford dans le Connecticut, est une catcheuse et une femme d'affaires américaine. 
Elle est la fille de l'ex président Vince McMahon et de Linda McMahon, la sœur de Shane McMahon, et l'épouse du catcheur Triple H.

## Jeunesse
Stephanie Marie McMahon est née le 24 septembre 1976 à Hartford, dans le Connecticut. Elle est diplômée de la Greenwich High School et de l'Université de Boston, tout comme son frère Shane. Elle a une licence en communication.

## Carrière de catcheuse

### World Wrestling Entertainment (1991-2023)

#### Débuts (1991-2000)
La première apparition de Stephanie à la WWF est en tant que vignette pour Roddy Piper. Elle n'était encore qu'adolescente (15 ans). Par la suite, elle est modèle pour du merchandising WWF.

#### Alliance avec Triple H (2000-2002)
En 2000, avec l'absence de Vince McMahon due au fait que Triple H lui a infligé des blessures à Armageddon, Triple H et Stephanie McMahon-Levesque sont devenus les propriétaires de la WWF à la télévision, une période connue en tant que la « McMahon-Helmsley Era ».
Stephanie McMahon-Levesque est revenue en 2002 quand Triple H a fait son retour en tant que Face, mais le couple s'est séparé.
Après que Triple H ait gagné le Royal Rumble, elle s'est présentée comme l'arbitre spécial dans le combat entre Kurt Angle et Triple H à No Way Out avec la chance pour le titre de WrestleMania à la ligne. Bien qu'Angle ait gagné le combat, Triple H a regagné sa chance le soir suivant. Stephanie McMahon-Levesque s'est alors alignée avec le champion et ancien ennemi, Chris Jericho, qui a perdu contre Triple H à WrestleMania X8 le 17 mars.
Le 25 mars à Raw, Jericho et elle ont perdu contre Triple H dans un combat à trois pour le Championnat Indisputed.

#### Manager Générale deSmackDown(2002-2003)
Le 18 juillet 2002, elle retourne aux écrans de la WWF en étant la manager générale de SmackDown. Elle a reçu le crédit pour le retour du Championnat des États-Unis et pour la création des Championnats par équipes de la WWE. Elle a également été autorisée à signer Hulk Hogan pour qu'il puisse venir à SmackDown, ce qui a causé des frictions entre elle et son père.
Elle a perdu sa position après avoir perdu un combat contre son père, Vince McMahon, le 19 octobre 2003 à No Mercy. Bien qu'il ait été celui qui a nommé Stephanie la manager générale de SmackDown, il a commencé à ressentir son indépendance quand elle a essayé de l'arrêter dans l'affaire avec Sable et de décider qu'il devrait la quitter. Elle a été remplacée par Paul Heyman.

#### Manager Générale deRawet apparitions occasionnelles (2008-2013)
Après la démission de Mike Adamle, elle et Shane McMahon reprennent Raw en main. Lors du Raw du 24 novembre 2008, elle se fâche avec celui-ci car elle juge qu'il fait tout sans la consulter et Shane abandonne donc la direction de Raw avant de partir frustré. Elle devient Manager Générale à plein temps.
Le 19 janvier 2009 à Raw, dans son bureau, elle gifle Randy Orton après que ce dernier l'ai provoquée verbalement.
Le 16 février à Raw, elle reçoit un RKO de la part de Randy Orton.
Le 23 mars, alors qu'elle venait secourir son mari, elle reçoit un DDT de la part d'Orton, la mettant complètement KO, avant que ce dernier ne l'embrasse sous les yeux de Triple H, qui, menotté, ne pouvait rien faire.
Durant sa convalescence, Vickie Guerrero devient la nouvelle Manager Générale de Raw par intérim lors du Raw du 27 avril. Finalement, elle prend définitivement sa place de manager générale.
Elle est ensuite Vice-présidente exécutive du développement créatif et des opérations de la WWE.
Lors du 1000e épisode de Raw le 23 juillet 2012, elle monte sur le ring face à Paul Heyman pendant que ce dernier s'expliquait avec son mari Triple H. Après une provocation de Heyman sur ses enfants, elle l'attaque.
Le samedi 6 avril 2013, Stephanie intronise Trish Stratus dans la classe 2013 du WWE Hall Of Fame.
Lors du NXT du 30 mai, elle annonce la création du NXT Women's Championship.

#### The Authority (2013-2016)

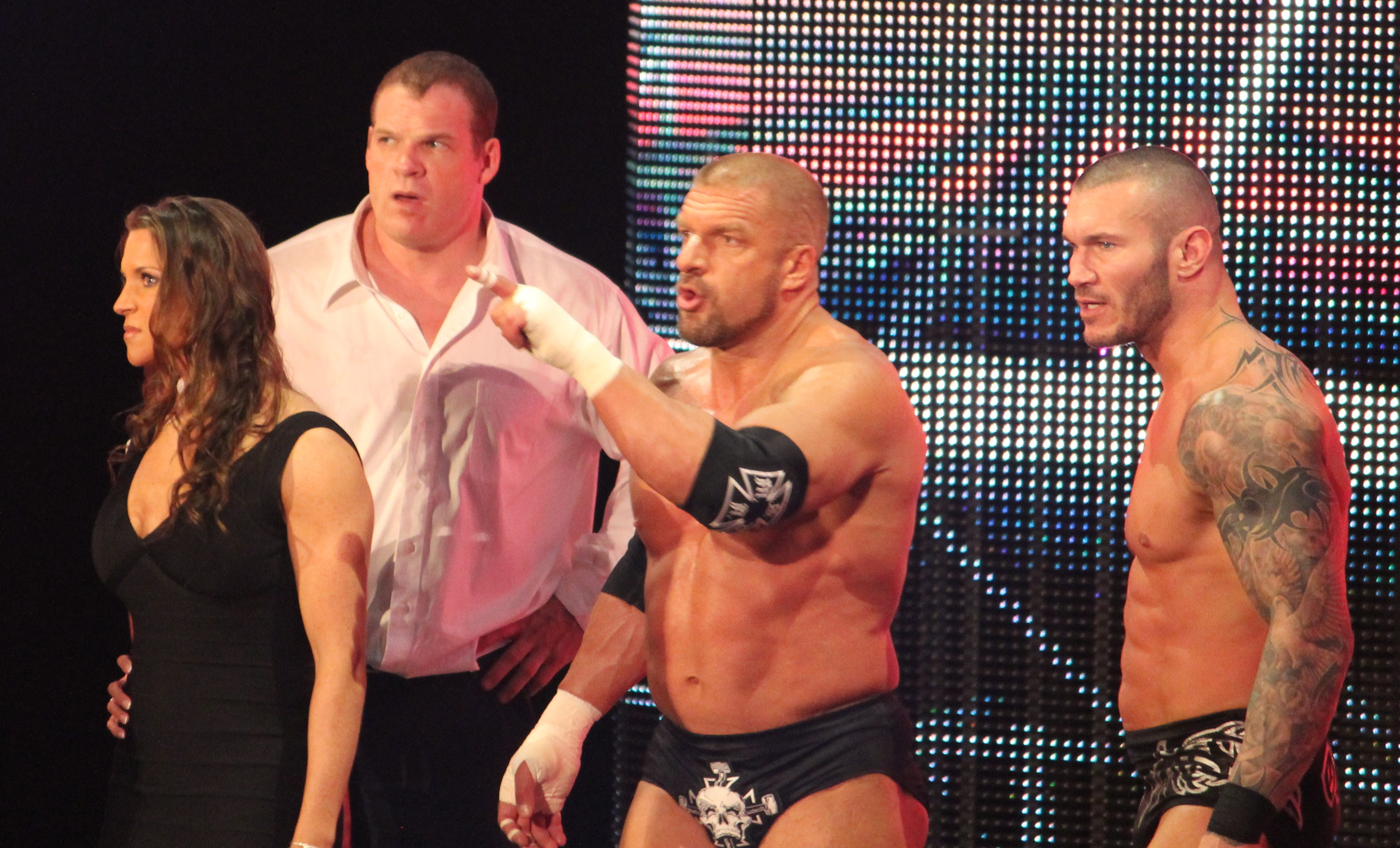
The Authority en 2014.

Elle effectue un Heel Turn lors du Raw du 19 août en escortant Daniel Bryan de la salle.
Durant les mois suivants, elle apparaît aux côtés de The Authority dans les diverses rivalités qui opposent le clan à d'autres catcheurs, en particulier Big Show et Daniel Bryan.
Le 21 juillet 2014 à Raw, elle confronte Brie Bella, qui était dans les gradins de l'arène. Pendant cette confrontation, elle gifle Brie au visage. Plus tard dans la soirée, des policiers viennent arrêter Stephanie pour cet acte.
Le 17 août à SummerSlam, elle bat Brie Bella grâce à l'intervention de Nikki, qui trahie sa sœur.
Elle et Triple H perdent leur pouvoir à la WWE à la suite d'un combat que leur équipe a perdu face à l'équipe de John Cena lors des Survivor Series, mais le récupèrent fin décembre 2014 jusqu'en avril 2016.
D'avril à juillet 2016, elle a été Manager Général de Raw avec son frère Shane.

#### Commissionnaire deRawet diverses apparitions (2016-2020)
Le 11 juillet 2016 à Raw, Vince McMahon annonce qu'elle sera la nouvelle commissionnaire de Monday Night Raw et que son frère Shane McMahon sera celui de SmackDown. Après cette annonce, elle dit à son frère qu'elle lui fera la guerre avant de lui mettre une gifle.
Le 8 avril 2018 à WrestleMania 34, elle perd avec Triple H face à Ronda Rousey et Kurt Angle.
Le 23 juillet à Raw, en compagnie de Triple H et Vince McMahon, elle vient annoncer la création d'un Pay per-view entièrement féminin prévu pour le 28 octobre 2018. 
En décembre 2018, les postes de General Manager de Raw et SmackDown sont supprimés. Stephanie et Shane ne sont donc plus les commissionnaires des shows rouge et bleu : ils vont diriger les deux shows ensemble avec Triple H et Vince McMahon.
En 2019 et en 2020, elle présente les draft de SmackDown et de Raw.

#### Présidente directrice générale en intérim de la WWE (2022-2023)
À la suite d'un scandale d'une affaire concernant son père et président directeur général de la WWE, Vince McMahon, celui-ci se retire finalement prenant sa retraite et nomme sa fille qui reprend officiellement le poste de co-directeur avec Nick Khan en juillet 2022.
Le 11 janvier 2023, elle démissionne de son poste de Chairwoman et de son poste de co-directrice de la WWE.

## Palmarès
- Pro Wrestling Illustrated
  - PWI Woman of the Year en 2000[12]
  - PWI Feud of the Year avec Eric Bischoff (2002)[13]
- World Wrestling Federation/Entertainment
  - 1 fois WWF Women's Championship en 2000[14]
  - Slammy Award 2013 de l'insulte de l'année (envers le Big Show)
- Wrestling Observer Newsletter awards
  - Worst Non-Wrestling Personality (2001–2003)

## Autres médias
Elle est apparue au Howard Stern Show, Jimmy Kimmel Live!, le Opie and Anthony show et The Weakest Link. Le 14 août 2005, elle est apparue à la cinquième saison de MTV's Punk'd, où elle a joué un tour à Triple H.
Elle apparait dans Scooby-Doo et WWE : La Malédiction du pilote fantôme en tant que personnage du dessin animé avec son mari et son père et c'est elle qui fait la voix de son personnage dans la version anglaise du film d'animation.

## Vie privée
- Le 25 octobre 2003, elle épouse Paul Levesque (Triple H) à l'église catholique de St. Teresa à Sleepy Hollow, New York. Elle porte maintenant le nom de Stephanie McMahon-Levesque.
- Elle donne naissance à une fille, Aurora Rose Levesque, le 24 juillet 2006. Le 28 juillet 2008, elle donne naissance à une autre fille, Murphy Claire Levesque. Stephanie donne naissance à sa 3e fille, Vaughn Evelyn Levesque, le 24 août 2010.

## Filmographie

### Cinéma
- 2016 : Scooby-Doo et WWE : La Malédiction du pilote fantôme de Tim Divar et Brandon Vietti : elle-même (voix)